# Felipe Seade
Felipe Seade (Antofagasta, 1912. – 18. siječnja 1969.) bio je likovni umjetnik i učitelj koji je većinu svoga života proveo u Urugvaju.

## Životopis
Rođen je u gradu Antofagasta u Čileu, u obitelji libanonskih useljenika. Jedanaest godina kasnije njegova se cijela obitelj preselila u Montevideo, zbog boljih političkih prilika u Urugvaju. S 12 godina počeo je raditi kao pomoćnik izrađivača murala Enriquea Albertazzia i slikara Guillerma Rodrígueza. 
Pod Rodriguezovim vodstvom Seade je upisao Umjetničku školu, a svoju prvu izložbu imao je sa samo 13 godine, početkom 1925. godine. Od 1931. do kraja 1950-ih gostovao je u brojnim umjetničkim galerijama u Urugvaju, Argentini, Čileu i Brazilu.
1944. godine započeo je predavati kao učitelj. Bio je učitelj u Umjetničkoj školi u Coloniji del Sacramento i na Fakultetu primijenjenih znanosti Republičkog sveučilišta u Montevideu, gdje je radio 25 godina. Teme njegovih slika uglavnom su urugvajske žene, seljanke s djecom, radnici na plantažama i siromaštvo. Prikazivanjem bijede siromaha htio je istaknuti njihov nizak društveni položaj i nebrigu tadašnjih vlasti, pa ga neki smatraju slikarom socijalrealizma.
Oslikavao je i slikao crteže za list Mundo Uruguayo. Značajan dio njegove zbirke čine vedute, skice i nacrti za izradbu svih onih slika koje nije stigao nacrtati tokom života. Njegovu kulturnu važnost prepoznali su likovni kritičari Gabriel Peluffo Linari, Fernando García Esteban i Atahualpa del Cioppo, koji su ga uvelike hvalili.